# Team Bonitas/Saison 2011
Dieser Artikel listet Erfolge und Mannschaft des Radsportteams Bonitas in der Saison 2011 auf.

## Erfolge in der Africa Tour
| Datum    | Rennen                  | Kat. | Fahrer       |
| -------- | ----------------------- | ---- | ------------ |
| 25. März | 1. Etappe Tour du Maroc | 2.2  | Johann Rabie |

## Mannschaft
| Name                       | Geburtstag         | Nationalität | Team 2010       |
| -------------------------- | ------------------ | ------------ | --------------- |
| Jason Bakke                | 11. Dezember 1989  | Südafrika    | Team Medscheme  |
| Gabriel Combrinck          | 5. April 1986      | Südafrika    | Neoprofi        |
| Tyler Day                  | 20. November 1989  | Südafrika    | Neoprofi        |
| Hanco Kachelhoffer         | 28. August 1985    | Südafrika    | Team Medscheme  |
| Luthando Kaka              | 6. Januar 1986     | Südafrika    | Team Medscheme  |
| Malcolm Lange (bis 31.07.) | 22. November 1973  | Südafrika    | Team Medscheme  |
| Darren Lill (ab 01.08.)    | 20. August 1982    | Südafrika    | Fly V Australia |
| Neil MacDonald             | 28. Februar 1977   | Südafrika    | Team Medscheme  |
| Johann Rabie               | 8. März 1987       | Südafrika    | Team Medscheme  |
| Jim Songezo                | 17. September 1990 | Südafrika    | Neoprofi        |
| Waylon Woolcock            | 8. Juli 1982       | Südafrika    | Team Medscheme  |

## Platzierungen in UCI-Ranglisten
UCI Africa Tour 2011
|      | Fahrer            | Punkte |
| ---- | ----------------- | ------ |
| 09.  | Johann Rabie      | 109    |
| 024. | Darren Lill       | 052    |
| 085. | Jason Bakke       | 014,67 |
| 157. | Tyler Day         | 05     |
| 168. | Luthando Kaka     | 04,67  |
| 182. | Gabriel Combrinck | 03     |

UCI Asia Tour 2011
|      | Fahrer       | Punkte |
| ---- | ------------ | ------ |
| 075. | Tyler Day    | 40     |
| 251. | Johann Rabie | 07     |